# Godzilla 2000: Millennium
Godzilla 2000: Millennium (ゴジラ2000 ミレニアム, Gojira Nisen: Mireniamu) is een Japanse kaijufilm uit 1999, en de 23e Godzillafilm.
De film is de eerste uit de millenniumreeks. Net als de eerste film van de Heisie-reeks negeert de film alle voorgaande films, en is een direct vervolg op de originele film.

## Verhaal
De film gaat verder waar de originele film ophield. Ondanks zijn vernietiging door de Oxygen Destroyer, duikt Godzilla jaren na zijn eerste aanval toch weer op. Hij heeft het voorzien op kerncentrales.
Een groep wetenschappers vindt op de zeebodem een 60.000.000 jaar oud fossiel. Het licht van hun duikboot activeert iets in het fossiel, dat een buitenaards toestel blijkt te zijn. De UFO vliegt weg op zoek naar een sterk type DNA om een fysiek lichaam voor zichzelf te maken. Nadat de UFO Godzilla en diens sterke regenererende krachten ontdekt, steelt hij alle informatie over Godzilla uit de supercomputers van Tokio.
Godzilla arriveert en valt de UFO aan. De UFO bind Godzilla vast met kabels, en neemt wat DNA van hem af. Hierdoor verandert hij in een metalen monster dat de naam Millennian krijgt. De alien is echter niet in staat om Godzilla’s DNA te beheersen, en muteerd nog een stap verder naar het monsterlijke wezen Orga. Godzilla hersteld van de aanval en bevecht Orga. Orga weet echter de overhand te krijgen en absorbeert nog meer van Godzilla’s DNA. Hierdoor verandert hij in een Godizllakloon.
Orga probeert Godzilla in zijn geheel te verslinden, maar Godzilla gebruikt zijn nucleaire puls om Orga van binnenuit te vernietigen. De film eindigt mt Godzilla die wegloopt door de ruïnes van Tokio.

## Rolverdeling
| Acteur           | Personage       |
| ---------------- | --------------- |
| Takehiro Murata  | Yuji Shinoda    |
| Naomi Nishida    | Yuki Ichinose   |
| Mayu Suzuki      | Io Shinoda      |
| Hiroshi Abe      | Mitsuo Katagiri |
| Shiro Sano       | Shiro Myasaka   |
| Tsutomu Kitagawa | Godzilla        |
| Makoto Ito       | Orga            |

## Achtergrond

### Titels
- Godzilla 2000: Millennium
- Godzilla 2000 (USA)
- G2K

### Opbrengsten
Godzilla 2000 was een redelijk succes bij de Japanse bioscoopuitgave. Hij bracht 15 miljoen dollar op.

### Amerikaanse versie
Godzilla 2000 was de laatste Godzillafilm die ook in Amerikaanse bioscopen werd uitgebracht. De Amerikaanse versie werd verzorgd door TriStar Pictures. Tristar besteedde 1 miljoen dollar aan het nasynchroniseren en herbewerken van de film voor de Amerikaanse markt. Hierbij werden verschillende veranderingen aangebracht aan de film. De Amerikaanse versie is 8 minuten korter. De geluidseffecten en muziek werden versterkt. Het verhaal werd wat humoristische gemaakt.
Deze Amerikaanse versie werd met gemengde reacties ontvangen.

## Prijzen en nominaties
In 2001 werd "Godzilla 2000: Millennium" genomineerd voor een Saturn Award in de categorie “Best Home Video Release”.

## Trivia
- Dit was de eerste Godzillafilm waarin Godzilla deels met computeranimatie werd neergezet.
- De reden dat Toho besloot om toch een nieuwe Godzillafilm te maken (eigenlijk zou Godzilla vs. Destoroyah de laatste zijn) was vanwege de tegenvallende Amerikaanse Godzillafilm.
- Anguirus, King Caesar en Kumonga stonden allemaal op de lijst van potentiële tegenstanders voor Godzilla in deze film.